# Kopparbryum
Kopparbryum (Bryum alpinum) är en bladmossart som beskrevs av William Hudson och Withering 1801. Kopparbryum ingår i släktet bryummossor, och familjen Bryaceae. Arten är reproducerande i Sverige. Inga underarter finns listade i Catalogue of Life.